# Conoscenza tacita
Il termine conoscenza tacita o implicita, o anche sapere tacito (in inglese, tacit knowledge), viene utilizzato nel campo delle discipline che studiano la antropologia delle tecniche e il funzionamento delle organizzazioni (sociologia del lavoro e delle organizzazioni, teoria dell'impresa, economia aziendale, management science, gestione della conoscenza, ecc.) e nel campo delle prassi consulenziali, per identificare «una conoscenza non codificata, non contenuta in testi o manuali, non gestita attraverso flussi comunicativi strutturati; ma una conoscenza che esiste nella testa degli individui, che nasce dall'esperienza lavorativa e che - come tale - si collega alla capacità di comprensione dei contesti di azione, intuizioni, sensazioni che difficilmente possono essere comprese da chi non condivide tale esperienza».

## La storia del concetto
Il termine "conoscenza tacita" diventa popolare con il testo dei due studiosi giapponesi, Ikujiro Nonaka e Hirotaka Takeuchi, intitolato The Knowledge Creating Company (1995), scritto con l'intento di mettere in evidenza le complesse dinamiche sociali che stanno alla base della creazione della conoscenza nelle organizzazioni. 

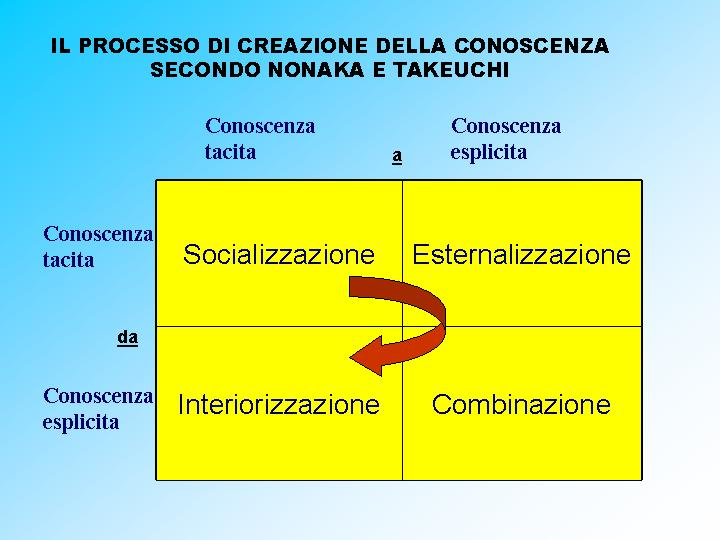
Figura: Il modello di Nonaka e Takeuchi

I  processi generativi di conoscenza sono ricondotti dai due autori a processi dinamici di combinazione / conversione di conoscenza tacita e conoscenza esplicita che possono aver luogo nelle organizzazioni, (vedasi figura). 

La esternalizzazione, vale a dire la conversione di conoscenza tacita in conoscenza esplicita, messa a disposizione dell'organizzazione, è particolarmente complessa, non riconducibile a prassi gestionali codificabili una volta per tutte, ma al verificarsi di forme di interazione sociale che consentono di creare opportune forme comunicative.
Attraverso il contributo di Nonaka e Takeuchi il termine conoscenza tacita diventa focale rispetto alle prassi aziendali di gestione della conoscenza (in inglese knowledge management).

Il modello di Nonaka e Takeuchi ispira anche soluzioni informatiche che aspirano a diventare enabler della riorganizzazione dei processi di combinazione / conversione delle conoscenze tacite ed esplicite.
Il termine conoscenza tacita, tuttavia, prima di Nonaka e Takeuchi, era stato utilizzato dal filosofo della conoscenza Michael Polanyi nel testo The Tacit Dimension (1966). A partire dall'affermazione che «noi sappiamo più di quanto sappiamo dire» lo studioso ungherese riconosce la esistenza di due dimensioni interdipendenti della conoscenza, nel senso che la dimensione esplicita della conoscenza si accompagna o si fonda sempre su una dimensione tacita precedentemente interiorizzata. Nonostante la conoscenza possa essere opportunamente articolata e spiegata, la dimensione esplicita include sempre anche quella implicita. 

Su un piano analogo si era già mosso anche il filosofo della conoscenza inglese Gilbert Ryle (The Concept of Mind, 1949) operando una distinzione tra "sapere come" ("know how") e "sapere che" ("know that"), essendo il primo fondato sull'esperienza ed il secondo su regole e procedure operative.

L'abilità di un investigatore, per fare un esempio, si fonda non solo sulla (necessaria) conoscenza di regole e di procedure operative, ma anche sulla capacità di adottare strategie di azione basate su capacità cognitive complesse (frutto di esperienza, di capacità di riflessione critica sulle esperienze effettuate, di intuito, di comprensione della specificità dei contesti, ecc.), non facili da verbalizzare e trasmettere ad altri. In questo senso è esatto dire che «noi sappiamo più di quanto sappiamo dire».
Alla conoscenza tacita è da collegare l'incorporazione della cultura materiale, elaborata soprattutto in Francia da André Leroi-Gourhan, ultimamente da Jean-Pierre Warnier  e in Italia da Giulio Angioni. Il soggetto umano è visto come tutt'uno con i suoi oggetti incorporati, per cui il soggetto è tale perché, grazie alle sue condotte sensorio-motrici, forma una sintesi con i suoi oggetti, la cui materialità, spesso trascurata dalle scienze sociali, è invece, più di qualsiasi altro sistema di segni, protagonista del processo di soggettivazione, cioè della propria consapevolezza. Warnier fa l'esempio dell'automobile che, per chi non sa guidare, pur essendogli familiare, è un corpo estraneo, ma quando avrà imparato egli farà tutt'uno con l'auto e guiderà senza quasi pensare agli automatismi gestuali, tanto più quanto avrà imparato bene: avrà cioè realizzato la sua sintesi corporale, integrando nel suo corpo una percezione implicita del volume dell'auto, della dinamica accelerazione-frenata, della distanza di sicurezza eccetera. Un altro esempio è quello di come sappiamo riconoscere un viso ma non sapremo mai dire bene come. Così i saperi impliciti, incorporati, e la memoria corporea, sono dimensioni che, diventate concatenazioni meccaniche di ragionamenti pratici e di gesti operativi, diventano seconda natura, quasi parte della zona istintuale, mentre la coscienza vigile riaffiora solo in caso di difficoltà, di qualcosa che turbi la normalità, che invece non richiede un comportamento sempre lucido o un'attenzione molto sveglia. Le tecniche del fare quotidiano, come quelle di mestiere, di solito chiamate povere, si sono sviluppate in modo autonomo dalla conoscenza e dal discorso che diciamo scientifico o tecnologico, senza apprendimento formale ed esplicito, da maestro ad allievo, di padre in figlio, per inferenza implicita, per impregnazione nel fare, e più in generale nel vivere.

## I rilievi critici
Il concetto di conoscenza tacita, così come viene proposto da Nonaka e Takeuchi è generalmente accettato dalla comunità di coloro che si occupano di knowledge management, anche se sono state avanzate riserve sull'utilizzo che ne è stato fatto, oscillando tra la collocazione di tale concetto in una dimensione ineffabile della conoscenza (ripresa dalla cultura Zen) e l'attribuzione ad esso di una connotazione banalmente pragmatica di "conoscenza non ancora codificata".

Si preferisce in generale oggi - come già sembrava suggerire Polanyi - raggruppare le due dimensioni, tacita ed esplicita, della conoscenza nella categoria del "sapere pratico", elaborato da una comunità di attori sociali sulla base di risorse cognitive ed orientamenti comportamentali "situati", non contrapposto al sapere esplicito di natura tecnico professionale di cui la comunità dispone, ma costruito a partire da esso, attraverso esperienze condivise nella vita della comunità.

Tale impostazione, che mette al centro dell'attenzione, il concetto di comunità di pratica, ha trovato tra i principali interpreti lo studioso e consulente aziendale di origine svizzera Étienne Wenger ed è diventata un nuovo punto di riferimento per la pratica del knowledge management.